# Raïon de Kalevala
Le raïon de Kalevala (russe : Ка́левальский райо́н, carélien : Kalevalan piiri) est l'un des seize raïons de la république de Carélie en Russie.

## Description
Il est situé au nord-ouest de la république et voisine la Finlande à l'ouest, le raïon de Louhi au nord, le raïon de Kem et le raïon de Mujejärvi à l'est, et la ville de Kostomoukcha au sud.
La superficie du raïon est de 13 316 km2.
Son centre administratif est la commune urbaine de Kalevala.

## Politique et administration

### Statut
Le raïon est un des seize raïons de la république de Carélie, dans le district fédéral du Nord-Ouest. Son statut est un raïon municipal, et il comporte ainsi plusieurs municipalités à l'intérieur de lui,.

### Tendances politiques
| Scrutin             | 1er tour | 1er tour | 1er tour | 1er tour | 1er tour | 1er tour | 1er tour | 1er tour | 1er tour | 1er tour | 1er tour | 1er tour | 2d tour                  | 2d tour                  | 2d tour                  | 2d tour                  | 2d tour                  | 2d tour                  | 2d tour                  | 2d tour                  |
| Scrutin             | 1er      | 1er      | %        | 2e       | 2e       | %        | 3e       | 3e       | %        | 4e       | 4e       | %        | 1er                      | %                        | 2e                       | %                        | 3e                       | %                        | 4e                       | %                        |
| ------------------- | -------- | -------- | -------- | -------- | -------- | -------- | -------- | -------- | -------- | -------- | -------- | -------- | ------------------------ | ------------------------ | ------------------------ | ------------------------ | ------------------------ | ------------------------ | ------------------------ | ------------------------ |
| Présidentielle 2012 |          | ER       | 63,11    |          | KPRF     | 12,44    |          | LDPR     | 10,44    |          | SE       | 8,24     | Victoire au premier tour | Victoire au premier tour | Victoire au premier tour | Victoire au premier tour | Victoire au premier tour | Victoire au premier tour | Victoire au premier tour | Victoire au premier tour |
| Gouvernorale 2017   |          | ER       | 64,27    |          | SRZP     | 14,76    |          | KPRF     | 10,14    |          | LDPR     | 6,42     | Victoire au premier tour | Victoire au premier tour | Victoire au premier tour | Victoire au premier tour | Victoire au premier tour | Victoire au premier tour | Victoire au premier tour | Victoire au premier tour |
| Présidentielle 2018 |          | ER       | 72,97    |          | KPRF     | 10,52    |          | LDPR     | 10,39    |          | GRANI    | 1,61     | Victoire au premier tour | Victoire au premier tour | Victoire au premier tour | Victoire au premier tour | Victoire au premier tour | Victoire au premier tour | Victoire au premier tour | Victoire au premier tour |

## Démographie
Sa population s'élève au recensement de 2010 en Russie à 8 321 habitants
L'évolution de la population du raïon est la suivante:
Recensements (*) ou estimations de la population
| 1989*  | 2002*  | 2009  | 2010  |
| ------ | ------ | ----- | ----- |
| 11 860 | 10 628 | 9 560 | 8 321 |

| 2011  | 2013  | 2015  | 2017  |
| ----- | ----- | ----- | ----- |
| 8 267 | 7 855 | 7 273 | 6 921 |

| 2019  | 2021  | - | - |
| ----- | ----- | - | - |
| 6 641 | 6 489 | - | - |

## Galerie

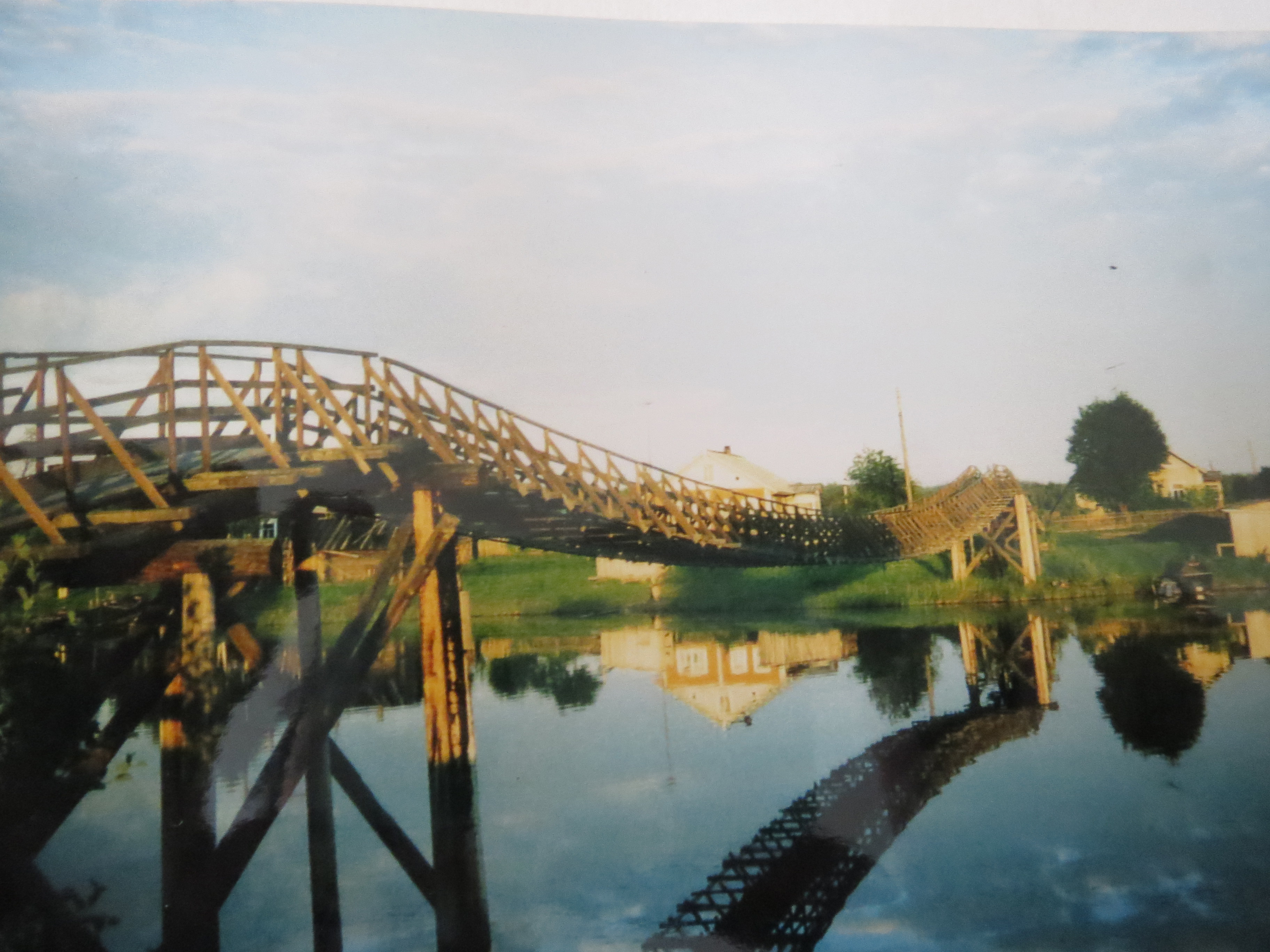
Pont suspendu de Jyskyjärvi.
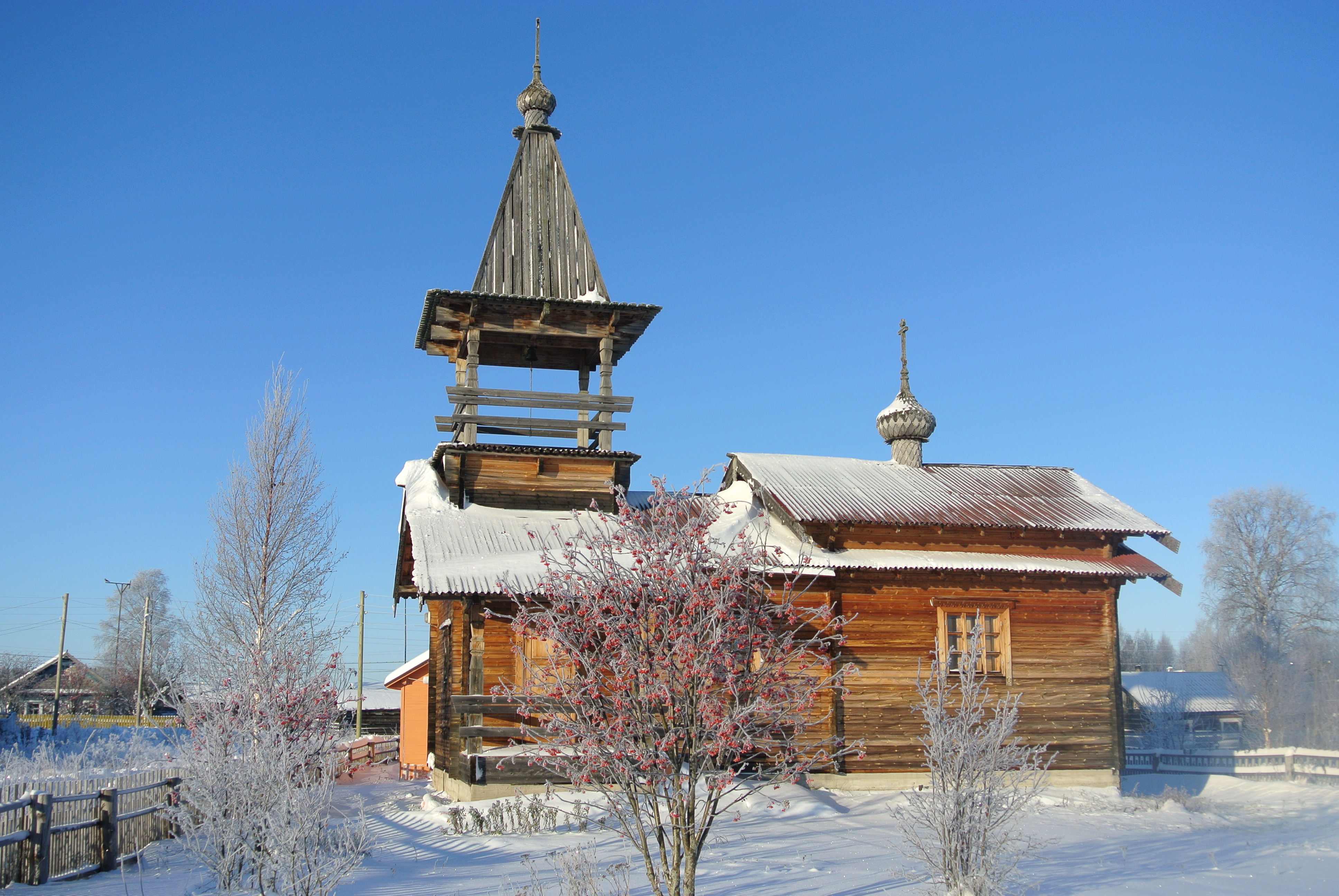
Chapelle de Yuskozero.
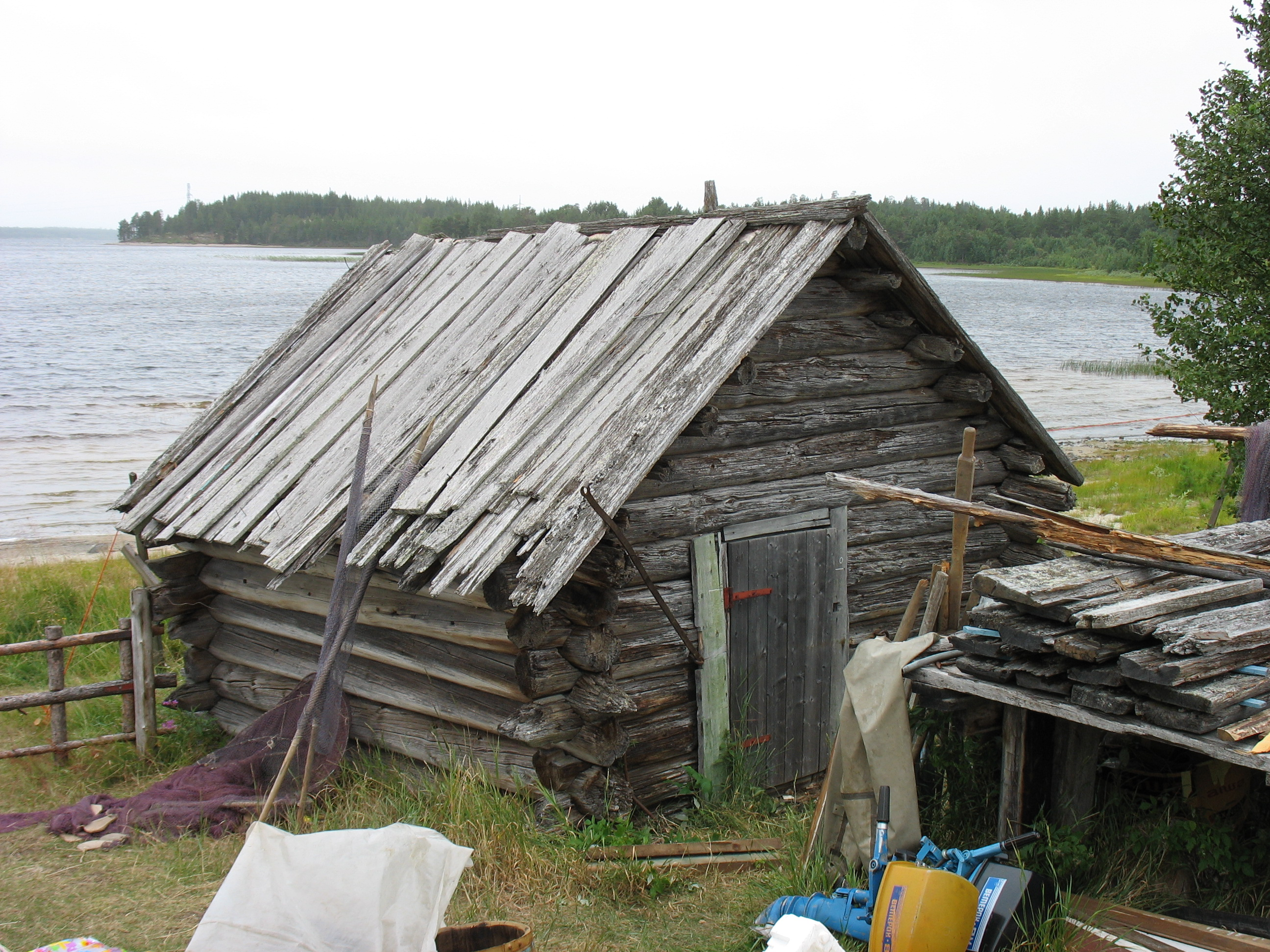
Grange du village d'Haikola.
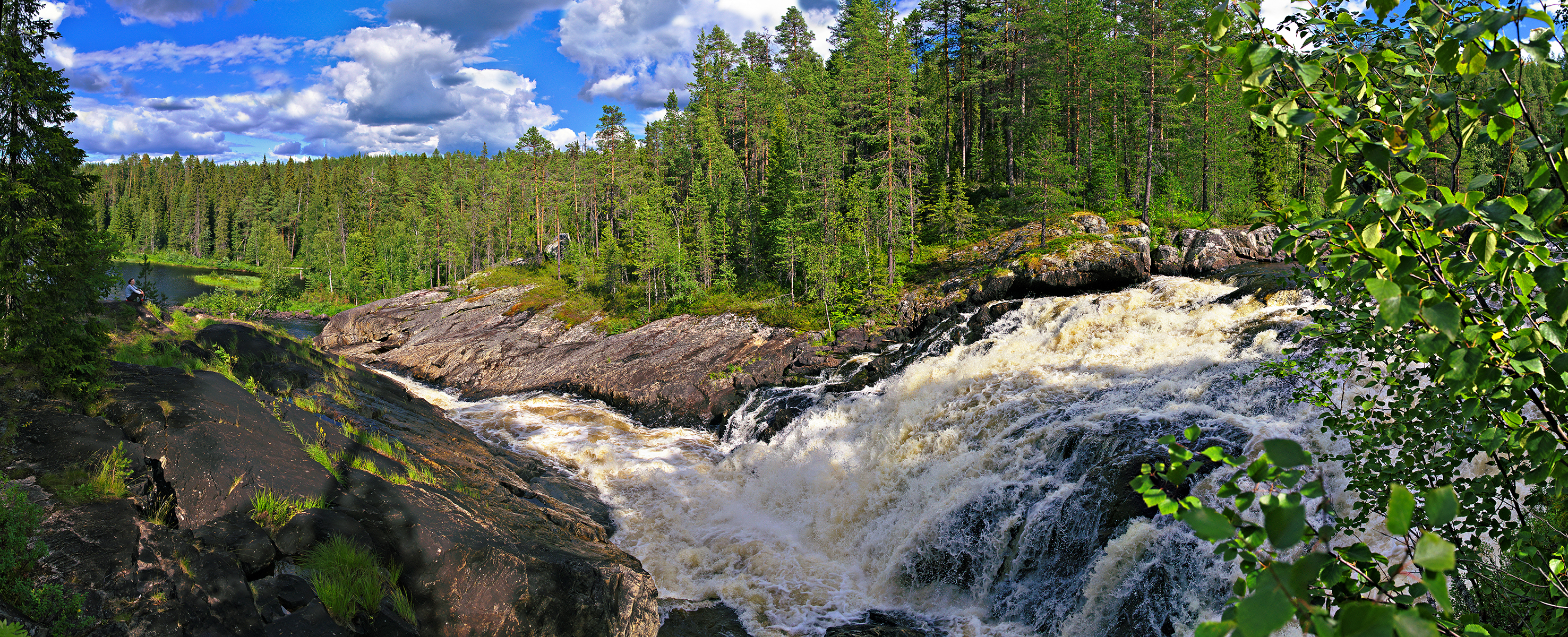
La zone protégée de Voinitsa.